# Mudvayne
Mudvayne – amerykański zespół muzyczny grający metal alternatywny.

## Historia
Grupa powstała w Peorii w stanie Illinois. Grupę tworzą: Chad Gray (Kud) (wokalista), Greg Tribbett (Gurrg) (gitara), Ryan Martinie (Ryknow) (gitara basowa) oraz Matt McDonough (sPuG) (perkusja). Mudvayne sami wydali swój pierwszy album zatytułowany „Kill I Oughta”. Po podpisaniu kontraktu płytowego zaczęły się prace nad ich pierwszą płytą. Producentem był Garth Richardson, znany ze współpracy z takimi zespołami jak Rage Against the Machine czy Spineshank.
W sierpniu 2000 roku ukazał się album „LD 50". Pierwszy utwór na płycie nosi tytuł „Monolith”. Jest to nawiązanie do filmu Stanleya Kubricka „Odyseja kosmiczna”. Cała akcja tegoż właśnie filmu skupia się wokół czarnego monolitu. „Motyw wiodący naszego albumu ma odzwierciedlać pojęcie ewolucji świadomości, transformacji i ryzyka związanego z eksperymentami, które mogą zmieniać wewnętrzny i zewnętrzny punkt widzenia człowieka” – powiedział sPuG, perkusista zespołu – „Monolit w filmie Kubricka był tego symbolem”. Tytuł płyty pochodzi od pojęcia „Lethal Dosage 50”, która określa ilość trującej substancji potrzebnej do uśmiercenia 50 na 100 ludzi. Ta metafora odnosi się do rzeczy, które potencjalnie mogą otworzyć umysł, rozszerzyć świadomość, umożliwić spojrzenie na siebie i świat z zupełnie nowej perspektywy, jednak ze świadomością ryzyka, które za tym idzie. Producentem wykonawczym albumu był Shawn Crahan, perkusista grupy Slipknot. Charakterystyczne są też makijaże członków zespołu. „Zawsze zwracaliśmy uwagę na oprawę wizualną, ale oczywiście ograniczał nas brak kasy” – mówi Spag – Pomysł na ten makijaż nasunął się sam. Nasze pomalowane twarze nie oznaczają jednak «barw wojennych», jak niektórzy myślą. Tak naprawdę to nie szukajcie w tym żadnej specjalnej symboliki. Nie lubię dosłowności, więc interpretację – również naszej muzyki – pozostawiam naszym fanom”. W roku 2000 członkowie zespołu Slipknot zabrali zespół na wspólną trasę koncertową. Obydwie grupy wzięły też udział w tournée Tattoo the Earth.

## Dyskografia

### Albumy
| 2000                           | L.D. 50 - Data: 22 sierpnia 2000 - Wydawca: Epic Records                        | 85 | –   | –  | –  | –  | 33 | - USA: złota płyta |
| 2002                           | The End of All Things to Come - Data: 19 listopada 2002 - Wydawca: Epic Records | 17 | 125 | –  | –  | –  | 44 | - USA: złota płyta |
| 2005                           | Lost and Found - Data: 12 kwietnia 2005 - Wydawca: Epic Records                 | 2  | 132 | 11 | 51 | 20 | 12 | - USA: złota płyta |
| 2008                           | The New Game - Data: 18 listopada 2008 - Wydawca: Epic Records                  | 15 | –   | –  | –  | 32 | 42 |                    |
| 2009                           | Mudvayne - Data: 21 grudnia 2009 - Wydawca: Epic Records                        | 53 | –   | –  | –  | –  | –  |                    |
| „–” pozycja nie była notowana. |                                                                                 |    |     |    |    |    |    |                    |

### Kompilacje
| Rok  | Tytuł                                                                          | Pozycja na liście |
| Rok  | Tytuł                                                                          | USA               |
| ---- | ------------------------------------------------------------------------------ | ----------------- |
| 2007 | By the People for the People - Data: 27 listopada 2007 - Wydawca: Epic Records | 51                |

### Minialbumy
| 2001                           | The Beginning of All Things to End - Data: 20 listopada 2001 - Wydawca: Epic Records | 122 |
| 2003                           | Live Bootleg - Data: 30 września 2003 - Wydawca: Epic Records                        | –   |
| „–” pozycja nie była notowana. |                                                                                      |     |

### Dema
| Rok  | Tytuł                                                        |
| ---- | ------------------------------------------------------------ |
| 1997 | Kill, I Oughta - Data: 1997 - Wydawca: brak (wydanie własne) |

### Single
| 2000                           | „Dig”                     | –  | –  | 33 | L.D. 50                       |
| 2000                           | „Death Blooms”            | –  | –  | 32 | L.D. 50                       |
| 2002                           | „Not Falling”             | –  | 28 | 11 | The End of All Things to Come |
| 2002                           | „(Per)Version of a Truth” | –  | –  | –  | The End of All Things to Come |
| 2003                           | „World So Cold”           | –  | –  | 16 | The End of All Things to Come |
| 2005                           | „Determined”              | –  | –  | –  | Lost and Found                |
| 2005                           | „Happy?”                  | 89 | 8  | 1  | Lost and Found                |
| 2005                           | „Forget to Remember”      | –  | 23 | 8  | Lost and Found                |
| 2006                           | „Fall Into Sleep”         | –  | –  | 4  | Lost and Found                |
| „–” pozycja nie była notowana. |                           |    |    |    |                               |

## Teledyski
| Rok  | Tytuł                            | Reżyseria           |
| ---- | -------------------------------- | ------------------- |
| 2000 | „Dig”                            | Thomas Mignone      |
| 2000 | „Death Blooms”                   | Thomas Mignone      |
| 2001 | „Nothing To Gein”                | –                   |
| 2002 | „Not Falling (Original Version)” | Joel Peissig        |
| 2002 | „Not Falling (Ice Version)”      | Dean Karr           |
| 2003 | „World So Cold”                  | Christopher Mills   |
| 2005 | „Determined”                     | Dale Resteghini     |
| 2005 | „Happy?”                         | Lex Halaby          |
| 2005 | „Forget To Remember”             | Darren Lynn Bousman |
| 2006 | „Fall Into Sleep”                | –                   |
| 2006 | „IMN (Studio)”                   | Greg Watermann      |
| 2007 | „Dull Boy”                       | –                   |
| 2008 | „Do What You Do”                 | Frankie Nasso       |
| 2009 | „A New Game”                     | Frankie Nasso       |
| 2009 | „Scream With Me”                 | Frankie Nasso       |
| 2010 | „'Beautiful And Strange”         | Frankie Nasso       |

## Nagrody
- 2001 MTV Video Music Awards – MTV2 Award za teledysk do piosenki Dig
- Nominacja – Nagroda Grammy 2003 za najlepsze wykonanie metalowe dla piosenki Not Falling
- Nominacja – Nagroda Grammy 2005 za najlepsze wykonanie metalowe dla piosenki Determined
- Nominacja – Nagroda Grammy 2005 za najlepsze wykonanie metalowe dla piosenki Happy?